# Jakob Wilhjelm Poulsen
Jakob Wilhjelm Poulsen (født 22. april 1993) er en dansk barneskuespiller, der har medvirket i fire Far til fire-film fra 2000'erne. I august 2022 blev han forlovet. 

## Filmografi
- Far til fire gi'r aldrig op (2005)
- Far til fire - i stor stil (2006)
- Far til fire - på hjemmebane (2008)
- Far til fire - på japansk  (2010)
- Far til fire - tilbage til naturen  (2011)
- Far til fire - til søs  (2012)